# Dilwara

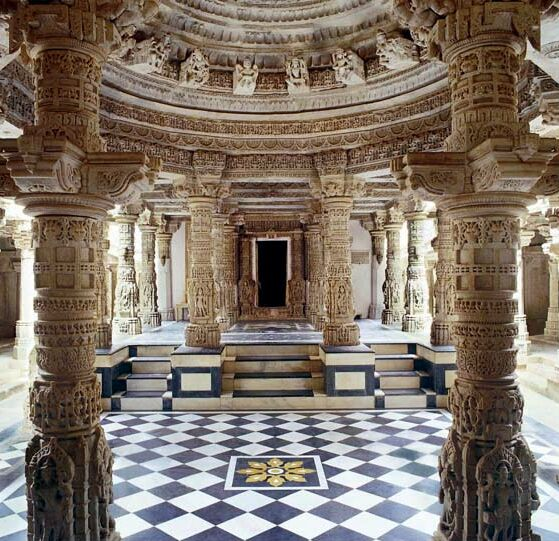
Il tempio Dilwara

Il complesso di templi giainisti Dilwara si trova in India ed è ubicato a circa 2½ kilometri dalla città di Mount Abu in Rajasthan. Il tempio venne fatto costruire da Chalukya fra l'XI e il XIII secolo. Il complesso templare è famoso nel mondo per l'utilizzo particolare del marmo. I cinque templi di marmo di Dilwara sono un luogo sacro e meta di pellegrinaggio dei giainisti. Alcuni li considerano uno dei luoghi di pellegrinaggio gianista più bello del mondo. I templi di marmo hanno una porta di accesso opulenta e la semplicità in architettura che riflette i valori gianisti, come l'onestà e la frugalità. I templi sono nel bel mezzo di una serie di colline boscose. Un alto muro avvolge il complesso del tempio.
Anche se il giainisti costruirono alcuni bellissimi templi in altri posti nel Rajasthan, alcuni credono che nessuno si avvicini a questi in termini di perfezione architettonica. Il dettaglio ornamentale diffuso riscontrabile nei soffitti minuziosamente intagliati, nelle porte, in pilastri e pannelli, è semplicemente stupefacente.
Per le persone che vengono a svolgere una Pūjā qui, vi sono tutte le strutture per l'accoglienza ai pellegrini. Esistono impianti ad energia solare per il riscaldamento dell'acqua per i bagni e sono disponibili guide turistiche per la visita ai templi. All'esterno dei templi può capitare di vedere delle scimmie che attendono di essere cibate dai turisti.

## I cinque templi di Dilwara

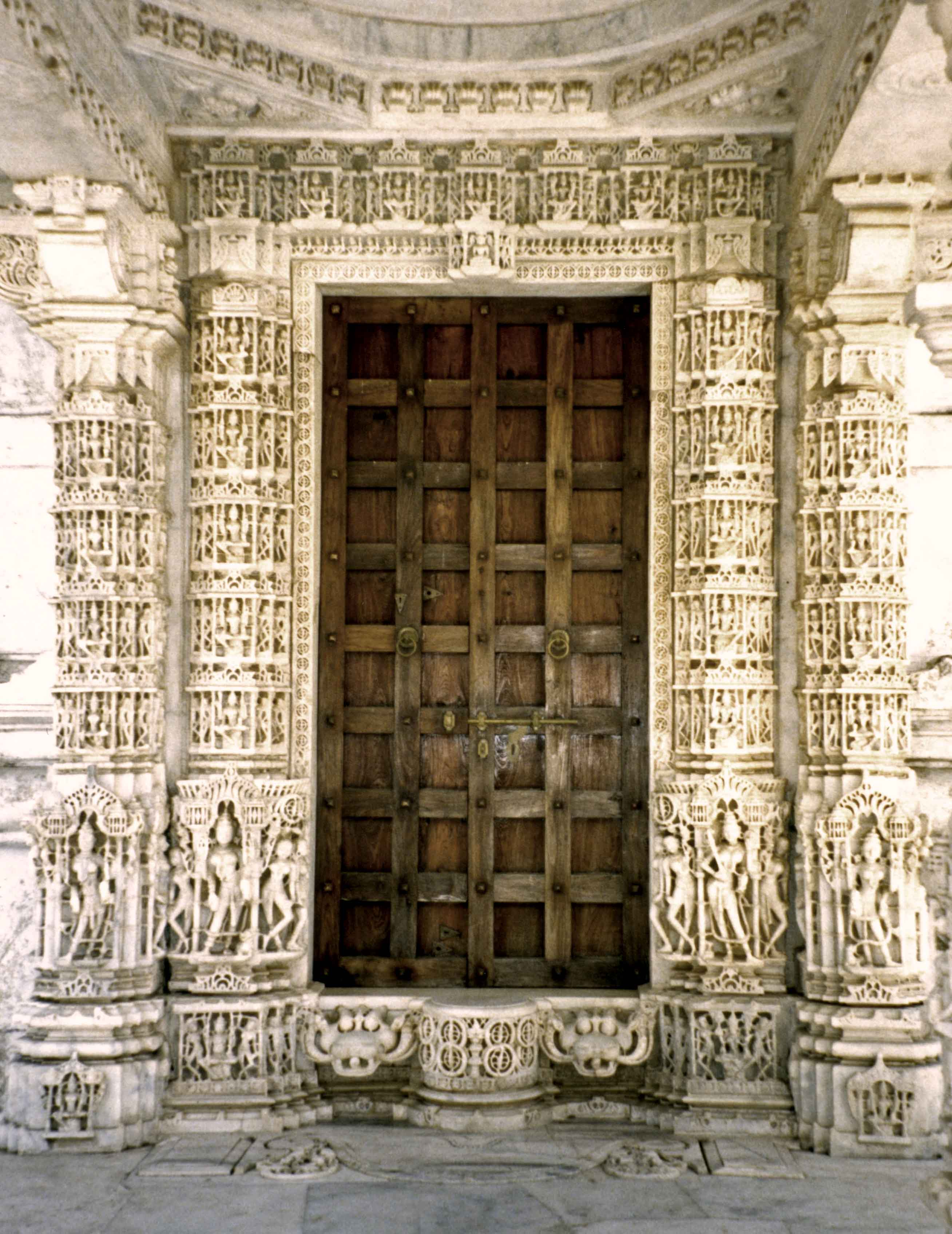
Dettaglio di una porta

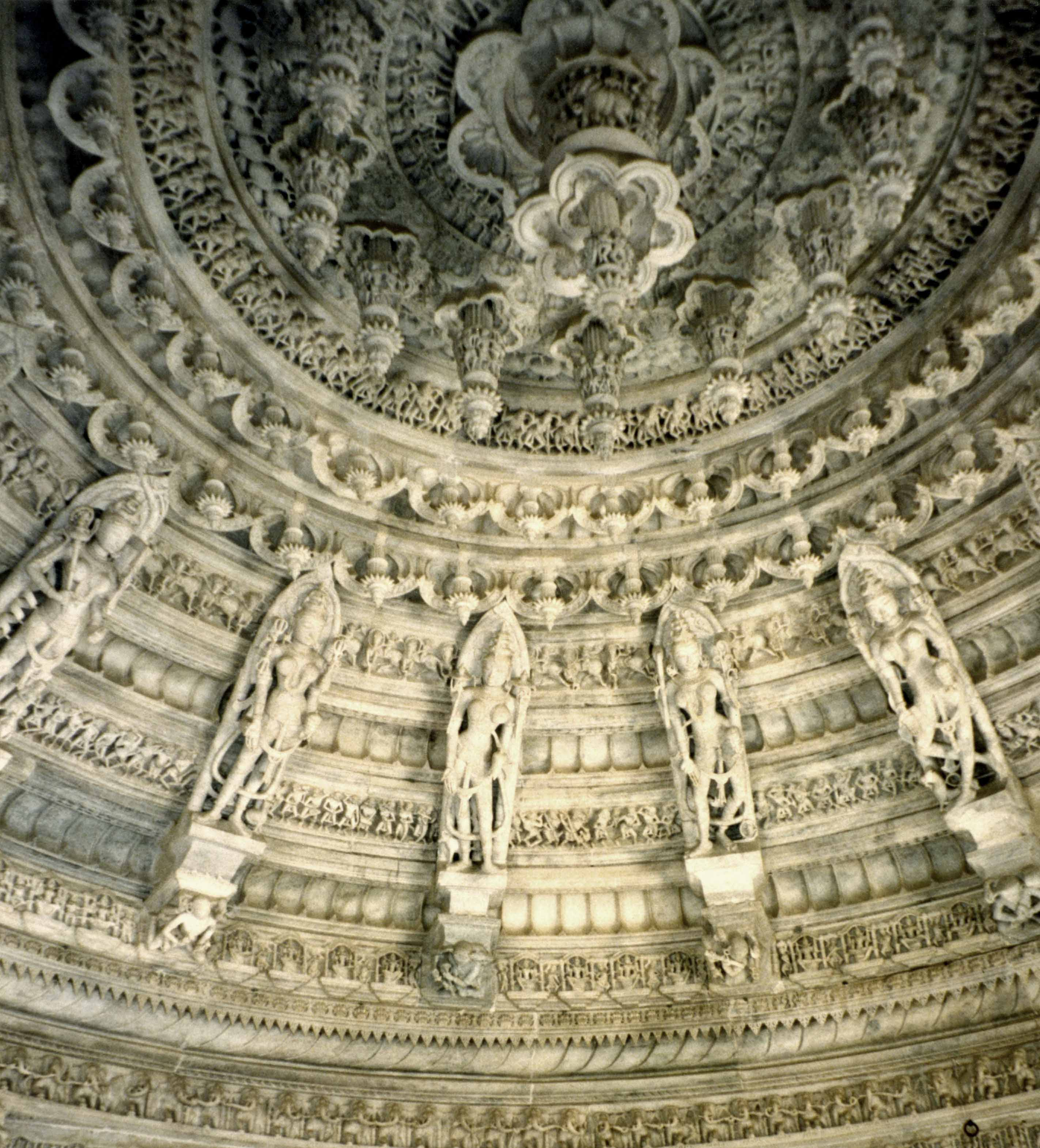
Dettaglio del soffitto

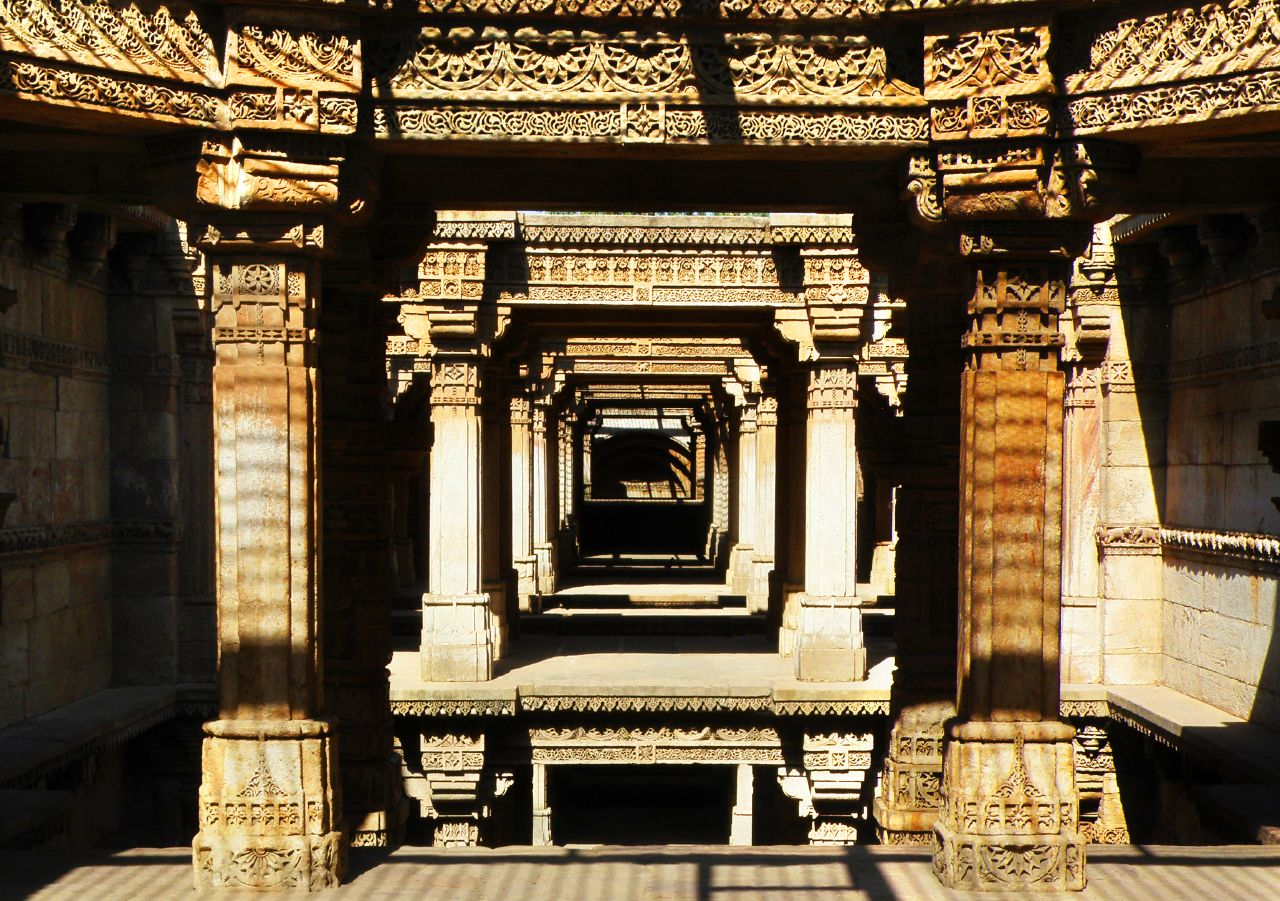
Adalaj Stepwell III, Adalaj, Gujarat.

Il complesso è costituito da 5 templi, ognuno con una propria identità. Ognuno di essi prende il nome dal piccolo villaggio in cui è ubicato. Questi sono:
- Vasahi Vimal, dedicato al primo Tirthankara giainista, Rishabha.
- Vasahi Luna, dedicato al XXII Tirthankara, Neminatha.
- Pithalhar, dedicato al I Tirthankar, Rishabha
- Vasahi Khartar, dedicato al XXIII Tirthankara, Parshva.
- Mahavir Swami, dedicato all'ultimo Tirthankara, Mahavira.

I più noti sono il Vimal Vasahi ed il Luna Vasahi.

### Vimal Vasahi
Questo tempio è interamente scolpito nel marmo bianco e venne costruito nel 1021 da Vimal Shah, un ministro di Bhimidev I, re Chalukya (Solanki Maharaja) del Gujarat. Il tempio è dedicato a Rishabha ed è inserito al centro di un cortile circondato da un corridoio, nel quale si trovano numerose celle contenenti idoli di Tirthankaras. 
I corridoi, le colonne, gli archi e i mandapa (portici), tutti riccamente intagliati, sono semplicemente stupefacenti. I soffitti sono caratterizzati da incisioni rappresentanti fiori di loto, gemme, petali, fiori e scene tratte dalla mitologia induista e giainista.
Il Rang manda è una grande sala supportata da 12 pilastri decorati e archi scolpiti che sostengono una cupola centrale mozzafiato. Sui pilastri sono scolpite figure femminili che suonano strumenti musicali e 16 Vidhyadevis, o dee della conoscenza, ognuna contraddistinta da un proprio simbolo, che si crede possa essere un memoriale della vittoria di Brahma Kumaris seguace dell'ultimo Kalpa.
Il Navchowki è un insieme di nove soffitti rettangolari, ognuno contenente sculture di diversi generi, sostenuti da pilastri decorati. Il Gudh mandap è una sala semplice che conduce all'interno con un portale riccamente decorato. Qui si trova l'idolo di Adi Nath o Signore Rishabdev, altro nome con il quale è anche conosciuto. Il mandap è dedicato alla divinità Arathi. L'Hastishala (cella dell'elefante) venne costruita da Prithvipal, un discendente di Shah Vimal nel 1147-1149, e dispone di una fila di elefanti scolpiti.

### Luna Vasahi
Il tempio Luna Vashi è dedicato a Neminath. Questo magnifico tempio è stato costruito nel 1230 da due seguaci Porwad - Vastupal e Tejpal - due ministri di un Virdhaval, il Vaghela governatore del Gujarat. Il tempio costruito in memoria del loro fratello Luna, venne progettato dopo il tempio Vimal Vashi. La sala principale o Rang mandap presenta una cupola centrale, da cui pende un grande pezzo di marmo con intagli ornamentali elaborati. Vi sono 72 figure di Tirthankars, in posizione seduta, disposti in una fascia circolare e appena sotto questa 360 piccole figure di monaci giainisti in un'altra fascia circolare. La cella Hathishala o elefante, dispone di 10 elefanti in marmo perfettamente levigato e realisticamente modellato.
Il Navchowki presenta alcune delle più belle e delicate realizzazioni di marmo ijntagliato di tutto il tempio. Ciascuno dei suoi nove soffitti sembra superare gli altri in bellezza e grazia. Il Gudh mandap dispone di un idolo in marmo nero del XXII Tirthankar Neminatha. Lo Stambha Kirthi è un grande pilastro di pietra nera che si trova sul lato sinistro del tempio. Il pilastro è stato costruito da Maharana Kumbha di Mewar. I restanti tre templi di Dilwara sono più piccoli ma altrettanto eleganti come gli altri due.

### Tempio Pittalhar
Questo tempio venne costruito da Bhima Shah, un ministro del sultano Begada di Ahmedabad. Una statua in metallo massiccio del I Tirthankara Rishabha Dev (Adinath), realizzata con cinque metalli diversi, si trova nel tempio. Il metallo principalmente utilizzato è il Pital (ottone), e quindi da qui il nome Pittalhar. Il Santuario è costituito da una Garbhagriha principale, da un Gudh mandap e da un Navchowki. Sembra che la costruzione del 'Rangmandap e del corridoio siano rimaste incompiute. L'idolo originario mutilato è stato sostituito e installato nel 1468-1469. Raggiunge il peso di 108 maunds (circa 40 quintali o quattro tonnellate) secondo l'iscrizione incisa su di esso. L'immagine è stata realizzata da un artista Deta ed è alta 1,65 m. e larga 92 cm. Nel Gudh Mandap sito a fianco, esiste un grande Panch-Tirthi in marmo.

### Tempio Parshvanatha
Questo tempio, dedicato a Parshva, è stato costruito da Mandlik e dalla sua famiglia nel 1458-59. Si compone di un edificio a tre piani, il più alto di tutti i santuari di Dilwara. Su tutte le quattro facciate del santuario, al piano terra, sono presenti quattro grandi mandap. Le pareti esterne comprendono bellissime sculture in pietra arenaria grigia, raffiguranti Dikpals, Vidhyadevis, Yakshinis, Shalabhanjikas e altre sculture decorative paragonabili a quelle di Khajuraho e Konarak.

### Tempio Mahavir Swami
Si tratta della struttura più piccola dell'intero complesso, costruita nel 1582 e dedicata a Mahavira. Vi sono dei dipinti sulle pareti superiori dei portici, realizzate nel 1764 da artisti di Sirohi.